# Basel III
Basel III (engelsk: Third Basel Accord or Basel Standards) er et sæt internationale bankregulativer udarbejdet af Bank for International Settlements for at fremme stabilitet i det internationale finansielle system. Basel III-reglerne er udformet til at reducere økonomiens skader ved banker, der overtager overrisiko.
Basel III blev vedtaget af medlemmerne af Basel-komitéen (The Basel Committee on Banking Supervision (BCBS) i november 2010, og var planlagt til at sættes i værk fra 2013 til 2015 Implementationen blev udsat flere gange , først til 31. marts 2019 og senere til 1. januar 2022.